# FluidSynth
 (septembre 2012).
Si vous disposez d'ouvrages ou d'articles de référence ou si vous connaissez des sites web de qualité traitant du thème abordé ici, merci de compléter l'article en donnant les références utiles à sa vérifiabilité et en les liant à la section « Notes et références ».
FluidSynth, connu précédemment sous le nom de Iiwusynth, est un synthétiseur virtuel temps réel qui convertit les données MIDI en un signal audio  sans avoir besoin d'une carte son compatible. Il utilise la technologie des fontes sonores (anglais : SoundFont), c'est-à-dire des échantillons audio préchargés, en leur affectant les événements MIDI qu'il reçoit du séquenceur.

## Utilisation
FluidSynth peut agir en tant que périphérique MIDI virtuel, pouvant recevoir des données MIDI d'un programme et les transformer en audio à la volée.
Il peut aussi lire directement les fichiers SMF (.mid). En sortie, les données audio peuvent être envoyées directement à un périphérique audio pour être jouées, ou sauvegardées dans un fichier (.raw, . wav). 
Il peut également convertir un fichier SMF en fichier audio de façon plus rapide que temps réel. 
L'ensemble de ces caractéristiques permet  de répondre aux besoins basiques suivants :
- Synthétiser des données MIDI vers les haut-parleurs depuis une autre application
- Synthétiser des données MIDI depuis une autre application tout en  les enregistrant dans un fichier audio
- Jouer un fichier MIDI via les haut-parleurs
- Convertir un fichier MIDI vers un fichier audio.

Le projet fournit aussi une bibliothèque partagée pouvant être utilisée avec d'autres programmes. Fluidsynth est compatible avec le serveur audio jack.
La taille de la banque de fontes sonores chargées est limitée par la quantité de mémoire vive disponible. Ces banques de son, au format sf2, peuvent être chargées via Qsynth, l'interface graphique libre de FluidSynth. Les deux logiciels sont disponibles dans la plupart des distributions Linux et peuvent être compilés pour Windows.

## Logiciels utilisant FluidSynth
- Le lecteur vidéo VLC
- Les claviers virtuels VMPK et Mamba.
- Le plugin LV2 Fluidplug, permet d'utiliser au sein des chaînes d'interprétation musicale.
- Fluidlite est un fork supportant le format SF3 (SoundFont dont les échantillons sonores sont au format ogg Vorbis)
- Qsynth (es), une interface Qt à FluidSynth
- tuxguitar-fluidsynth, un plugin pour TuxGuitar utilisant FluidSynth
- L'éditeur de partitions Rosegarden

### Bibliothèques
- pyfluidsynth pour le langage Python.

### Intégration à VLC
Un module FluidSynth est intégré à VLC depuis sa version 0.9.0, permettant aux utilisateurs de ce lecteur multimédia la possibilité de lire des fichiers MIDI, une fois une bibliothèque SoundFont renseignée dans les paramètres du lecteur. Mais les utilisateurs Windows ont dû attendre la version 1.1.0 ; et même la version 1.1.6 pour les utilisateurs de Mac OS X.
La version 2.1.0 pour Windows de VLC supprime le module FluidSynth car sa dernière version utilise GLib qui est difficilement compatible avec Windows. FluidSynth reste cependant disponible pour les utilisateurs de distributions Linux.